# Tetsu Shiratori
Tetsu Shiratori (白鳥 哲?) es un seiyū nacido el 21 de marzo de 1972 en Tokio, Japón.

## Roles interpretados

### Anime
- Blue Dragon (Deathroy)
- Boogiepop Phantom (Yasushi Sanada)
- Brain Powerd (Yu Isami)
- Code Geass (Lloyd Asplund)
- Fullmetal Alchemist (Master Sergeant Kain Fuery)
- Fullmetal Alchemist: Brotherhood (Gluttony)
- Full Metal Panic!: The Second Raid (Woo)
- Gankutsuou (Robert Beauchamp)
- GUN×SWORD (Researcher)
- Infinite Ryvius (Kouji Aiba)
- Mobile Suit Gundam 00 (Andrei Smirnov)
- Mobile Suit Gundam SEED (Sai Argyle)
- Mobile Suit Gundam SEED: Special Edition (Sai Argyle)
- Mobile Suit Gundam SEED Destiny (Sai Argyle, "Edited" narrador)
- Mugen no Ryvius (Aiba Kouji)
- s-CRY-ed (Kyouji Mujo)
- Saishū Heiki Kanojo (Atsushi)
- Serei no Moribito (joven maestro del almacén de arroz)
- Shinkyoku Sōkai Polyphonica (Yokio)
- Sōkō no Strain (Cedie)
- Soredemo Sekai wa Utsukushii (Dekonsu)
- Texhnolyze (mensajero, delegado)
- Wolf's Rain (perdiguero)
- xxxHolic (student)

### Películas
- Fullmetal Alchemist: Conqueror of Shamballa (Master Sergeant Kain Fuery)